# Metro w Algierze

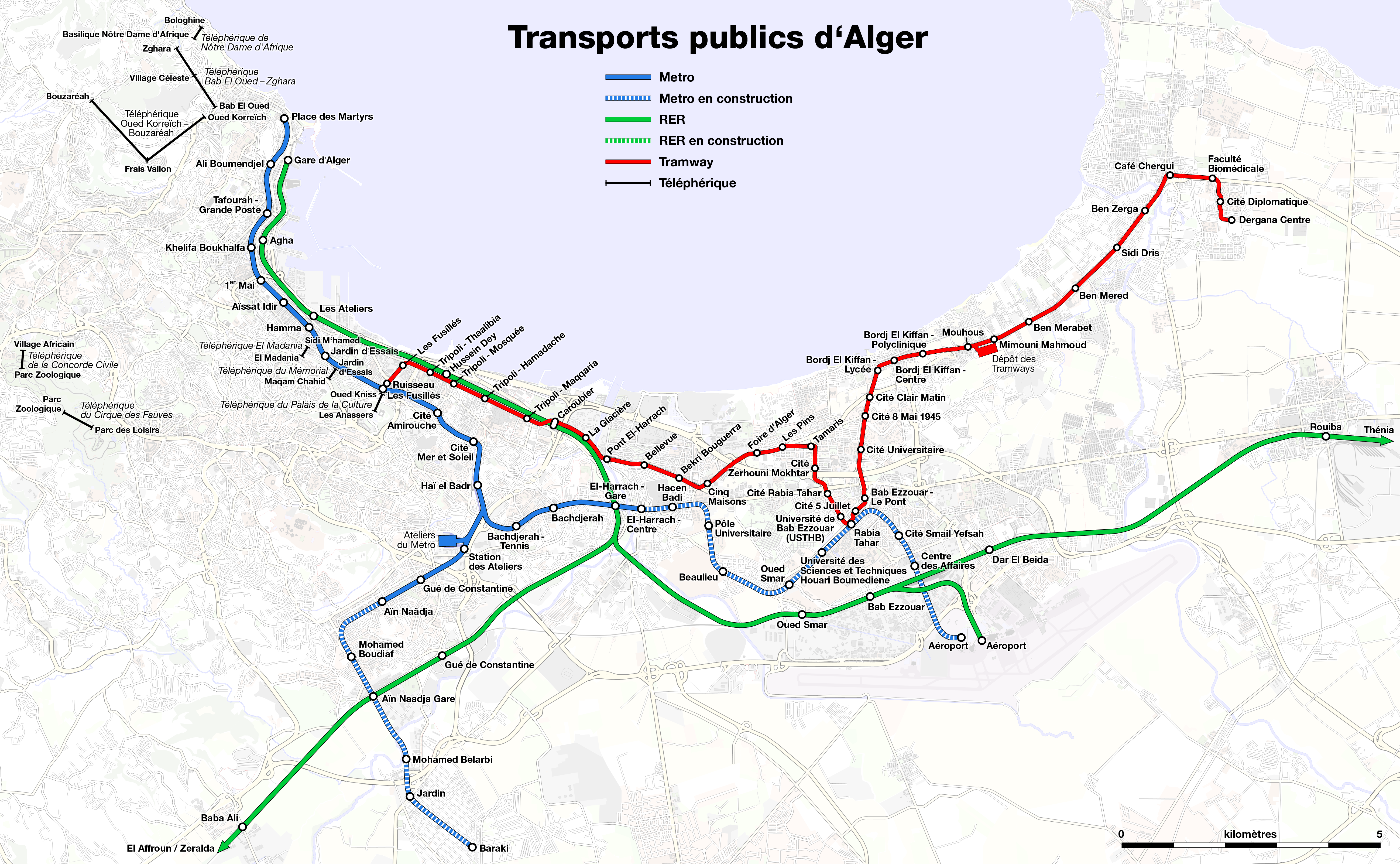
Schemat komunikacji szynowej w Algierze

Metro w Algierze − system metra działający w stolicy Algierii, Algierze. Jest jednym z dwóch na kontynencie afrykańskim, obok kairskiego w Egipcie.

## Historia
Budowę pierwszej linii metra rozpoczęto w 1980, jednak wkrótce ją przerwano. W 2006 budowę linii powierzono konsorcjum, na którego czele stał Siemens AG. Pierwsze jazdy próbne rozpoczęto 8 września 2011. Oficjalne otwarcie pierwszej części pierwszej linii metra nastąpiło 31 października 2011, natomiast regularną eksploatację rozpoczęto 1 listopada. Wybudowana linia, o długości 18,5 km z 19 stacjami, rozpoczyna się na stacji Tafourah Grande Poste, a kończy na stacji Hai El Badr, gdzie znajduje się również zajezdnia.

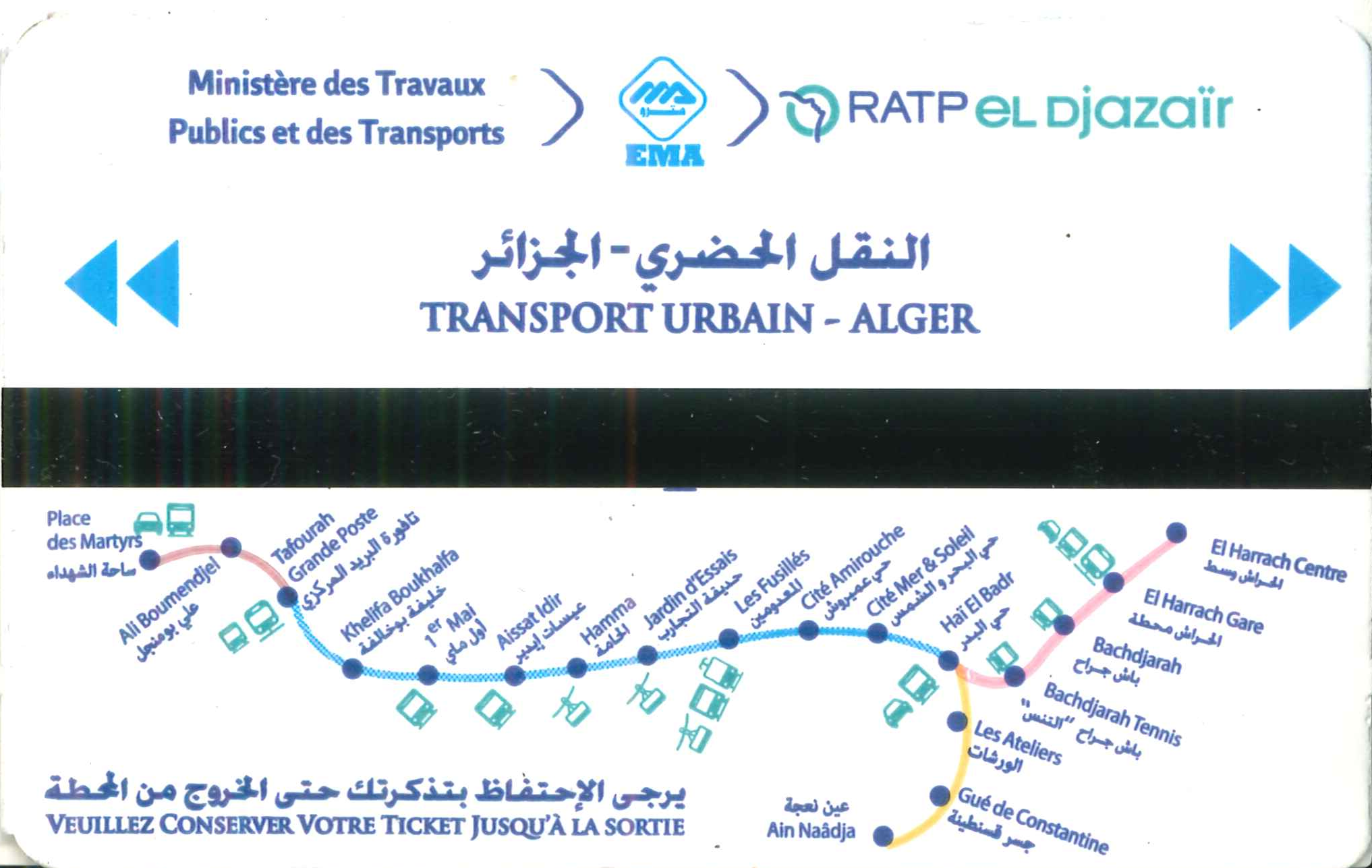
Algierski bilet na metro

Wagony metra dostarczyła firma Construcciones y Auxiliar de Ferrocarriles, która jako jedna z trzech firma weszła w skład konsorcjum. Łącznie dostarczono czternaście 6-wagonowych składów.

## Projekty
Po zakończeniu budowy pierwszej części linii rozpoczęto jej rozbudowę:
- z Tafourah Grande Poste do Oued Koreïch
- z Hai El Badr do El Harrach

Docelowo sieć metra ma się składać z trzech linii. 